# Elaphoglossum beaurepairei
Elaphoglossum beaurepairei är en träjonväxtart som först beskrevs av Fée, och fick sitt nu gällande namn av Alexander Curt Brade. Elaphoglossum beaurepairei ingår i släktet Elaphoglossum och familjen Dryopteridaceae. Inga underarter finns listade.